# Black Country (album)
Black Country − debiutancki album studyjny supergrupy Black Country Communion. Wydawnictwo ukazało się 20 września 2010 roku w Europie nakładem wytwórni muzycznej Mascot Records. W Stanach Zjednoczonych płyta została wydana dzień później nakładem J & R Adventures. Debiut poprzedził wydany 10 sierpnia 2010 roku singel pt. One Last Soul.

## Lista utworów
Opracowano na podstawie materiału źródłowego.
1. "Black Country" (Glenn Hughes, Joe Bonamassa) − 3:15
2. "One Last Soul" (Hughes, Bonamassa) − 3:52
3. "The Great Divide" (Hughes, Bonamassa) − 4:45
4. "Down Again" (Hughes, Bonamassa, Derek Sherinian) − 5:46
5. "Beggarman" (Hughes) − 4:51
6. "Song of Yesterday" (Hughes, Bonamassa, Kevin Shirley) − 8:33
7. "No Time" (Hughes) − 4:19
8. "Medusa" (Hughes) − 6:57
9. "The Revolution in Me" (Bonamassa, Sherinian) − 4:59
10. "Stand (At the Burning Tree)" (Hughes, Bonamassa) − 7:02
11. "Sista Jane" (Hughes, Bonamassa) − 6:55
12. "Too Late for the Sun" (Hughes, Bonamassa, Jason Bonham, Sherinian, Shirley) − 11:19

## Twórcy
Opracowano na podstawie materiału źródłowego.
| - Glenn Hughes − gitara basowa, śpiew - Joe Bonamassa − gitara, śpiew - Jason Bonham − perkusja - Derek Sherinian − instrumenty klawiszowe - Patrick D'Arcy − uilleann pipes, tin whistle - Kevin Shirley − produkcja muzyczna, miksowanie - Bob Ludwig − mastering - Eric Lynne − inżynieria dźwięku - James McCullagh − inżynieria dźwięku | - Brett Diaz − edycja cyfrowa - Jeff Bova − orkiestracje - Roy Weisman − producent wykonawczy - Dennis Friel Art Studios − dizajn - Chris Callawa Byy − zdjęcia - Marty Temme − zdjęcia - Rick Gould − zdjęcia - Robert Knight − zdjęcia |